# Nanismus

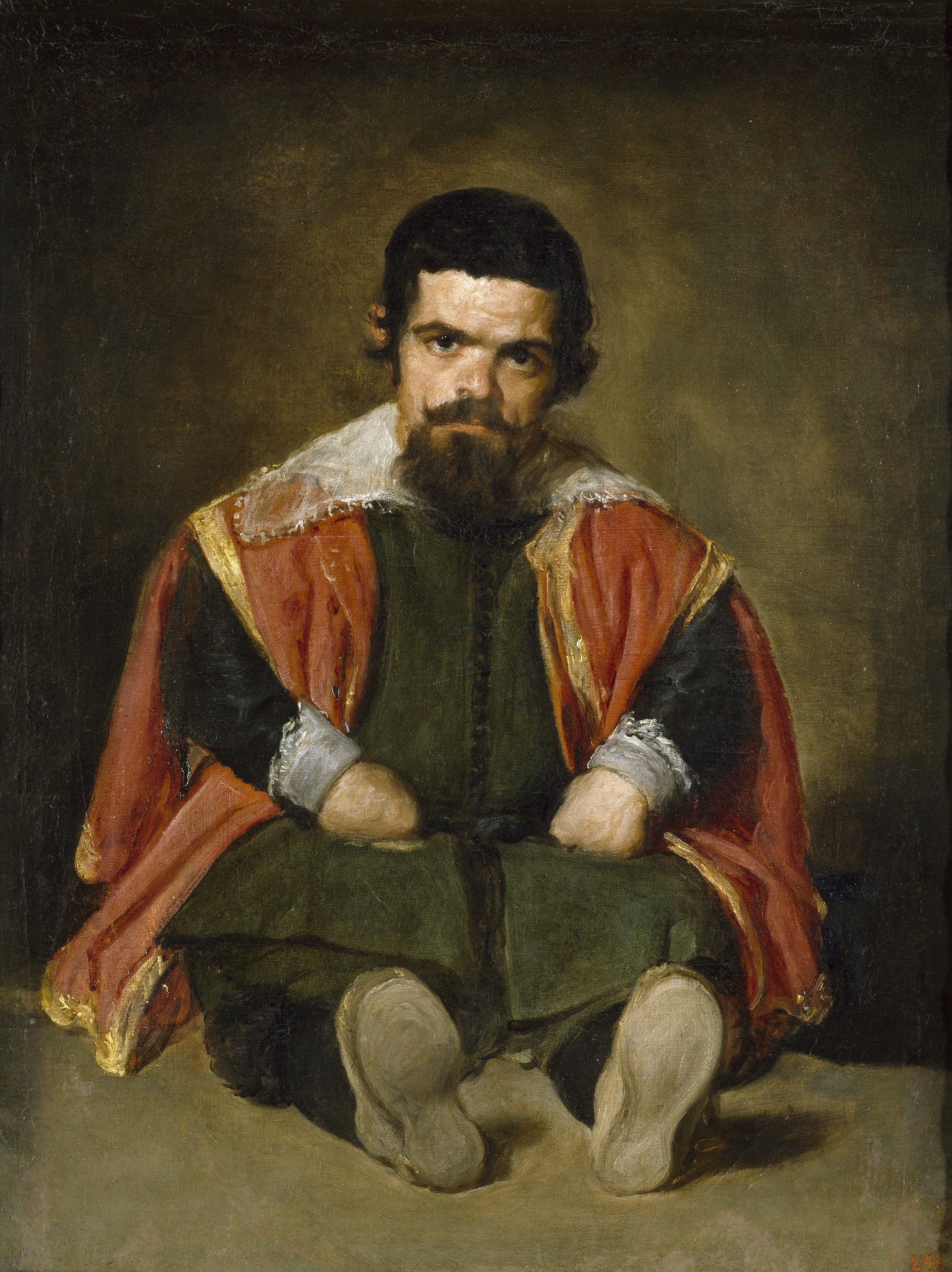
Velázquezův portrét Sebastiána de Morra, který sloužil jako dvorní trpaslík a šašek na dvoře krále Filipa IV. Španělského

Nanismus je porucha růstu způsobující malý vzrůst organismu. Existuje mnoho lékařských příčin, které mohou narušit přirozený růst dítěte, od dlouhodobé podvýživy přes nemoci až ke genetickým příčinám, jako je nedostatek růstového hormonu nebo snížená citlivost tkání na něj. Mezi nejčastější příčiny malého vzrůstu patří achondroplázie, způsobená mutací genu pro receptor růstového hormonu fibroblastu, která způsobí poruchy tvorby chrupavky.
Zatímco k chronické podvýživě v Evropě 21. století téměř nedochází, mnohé nemoci, které dříve způsobovaly poruchy růstu, umíme léčit a nedostatek růstového hormonu můžeme kompenzovat jeho podáváním.
Lidé trpící nanismem dosahují výšky 60 až 155 cm. Nejvíce těchto lidí žije v USA, Indii a Jižní Americe. Zvláštností skupiny těch, kteří nevyrostli kvůli tomu, že jejich tělo nemá schopnost produkovat růstový hormon IGF-1, což je označováno jako Laronův syndrom, je to, že tito jedinci nikdy neonemocní rakovinou.
Opakem nanismu je gigantismus.